# إرزبة
الإرْزَبّة أو المِرْزَبّة مطرقة ضخمة ثقيلة (والفعل يُؤرْزِب).
جاء في معجم لسان العرب ‌المرزبة، بالتخفيف: المطرقة الكبيرة التي تكون للحداد. وفي حديث الملك:
وبيده مرزبة ويقال لها: الإرزبة أيضا، بالهمز والتشديد
ورد ذكر المِرْزَبّة في حديث ‌‌حديث البراء بن عازب في  مسند الأمام أحمد وهو حديث عذاب القبر:
«فيقول: لا أدري، فهو تلك الساعة أصم أعمى أبكم، فيضربه ‌بمرزبة، لو ضرب بها جبل، صار ترابا، فيسمعها كل شيء غير الثقلين . قال: وسمعت رسول الله صلى الله عليه وسلم قرأ: يثبت الله الذين آمنوا بالقول الثابت في الحياة الدنيا وفي الآخرة ويضل الله الظالمين» المقصودٰ بالثقلان هما الانس والجن